# Deutsche Luft Hansa
Deutsche Luft Hansa A.G. (з 1933 року — Deutsche Lufthansa, також відома як Luft Hansa, Lufthansa або DLH) — німецька авіакомпанія, флагманський перевізник країни в останні роки Веймарської республіки та за часи нацистської Німеччини, мала тісні зв'язки з верхівкою нацистської партії.
Попри те, що Deutsche Luft Hansa була попередницею сучасної німецької авіакомпанії Lufthansa (заснована в 1953 році), і обидві авіакомпанії мають однаковий логотип, між ними немає юридичного зв'язку. Однак нова авіакомпанія Lufthansa перейняла персонал старої авіакомпанії і претендує на спадщину DLH. З цієї причини історична переоцінка є суперечливою, до якої міри сучасна Lufthansa повинна зізнаватися у злочинах, скоєних старою авіакомпанією.
З 1926 року до початку Другої світової війни в 1939 році Deutsche Luft Hansa створила розгалужену мережу, маючи головною базою берлінський аеропорт Темпельгоф, яка охоплювала багато німецьких міст і селищ, а також великі міста Європи. Існували ранні угоди між європейськими авіаперевезніками, які надавали пасажирам Luft Hansa доступ до мережі рейсів провідних європейських авіакомпаній того часу і навпаки. Угоди були укладені з авіакомпаніями, зокрема Aerotransport, Ad Astra Aero, Adria Aerolloyd, Aero Oy, Air Union, Belair, CIDNA, CSA, DDL, Imperial Airways, KLM, Lignes Aeriennes Latécoère, LOT, ÖLAG, Malert, Sabena, SANA, SGTA та «Укрповітрошлях», а також Syndicato Condor з Бразилії та SCADTA з Колумбії.
Через війну та фактичне припинення комерційного авіаперевезення в Німеччині Luft Hansa виконувала регулярні пасажирські рейси лише на деяких внутрішніх магістральних маршрутах і міжнародні рейси на обмеженій кількості маршрутів до окупованих країн або країн Осі. Ці маршрути погіршилися під час війни, коли Німеччина наближалася до поразки.
На той час діяли угоди з Iberia, Аерофлот, Malert, LARES (Румунія), Aero Oy (Фінляндія), DDL (окупована Данія), ABA (Швеція), CSA (окупована Чехословаччина).

## Літаки авіакомпанії
| Тип літака                               | Надійшов  | Знятий з експлуатації | Прим.                                                |
| ---------------------------------------- | --------- | --------------------- | ---------------------------------------------------- |
| Arado V I                                | 1929      | 1929                  | 1 екземпляр, вантажний, втрачений в авіакатастрофі   |
| BFW M.20                                 | 1929      | 1943                  | 14                                                   |
| Blohm & Voss Ha 139                      | 1937      | 1939                  | вантажний поплавковий гідролітак                     |
| Blohm & Voss Ha 142                      | 1939      | 1940                  | вантажний літак                                      |
| Boeing 247                               | 1935      |                       |                                                      |
| Dornier Do 18                            | 1937      | 1939                  | вантажний летючий човен                              |
| Dornier Do R                             | 1928      | 1932                  | летючий човен                                        |
| Dornier Komet III                        | 1926      | 1933                  |                                                      |
| Dornier Do J                             | 1926      | 1940                  | вантажний гідролітак                                 |
| Douglas DC-2                             | 1935      |                       |                                                      |
| Douglas DC-3                             | 1940      | 1944                  |                                                      |
| Focke-Wulf A 17                          | 1927      |                       |                                                      |
| Focke-Wulf A 32                          | 1934      |                       | 2 літаки від NOBA                                    |
| Focke-Wulf A 33                          | 1937      | 1938                  | 1 літак                                              |
| Focke-Wulf A 38                          | 1931      | 1934                  | 4 літаки                                             |
| Focke-Wulf Fw 58                         | 1938      | 1943                  | 5 літаків                                            |
| Focke-Wulf Fw 200                        | 1938      | 1945                  |                                                      |
| Fokker-Grulich F.II Fokker-Grulich F.III | 1926      | 1935                  |                                                      |
| Heinkel HE 12                            | 1929      | 1931                  | 1 поштовий літак; списаний після катастрофи          |
| Heinkel He 58                            | 1930      | 1932                  | 1 поштовий літак                                     |
| Heinkel He 70                            | 1934      | 1937                  | пасажирський, поштовий літак                         |
| Heinkel He 111                           | 1936      | 1940                  | пасажирський літак                                   |
| Heinkel He 116                           | 1938      |                       | поштовий літак                                       |
| Junkers F 13                             | 1926      | 1938                  |                                                      |
| Junkers G 24                             | 1926      | 1938                  |                                                      |
| Junkers G 31                             | 1928      | 1935                  | 8 літаків                                            |
| Junkers G.38                             | 1930      | 1939                  | 2 зразки; у 1936 році один списаний через катастрофу |
| Junkers Ju 46                            | 1933      | 1939                  | поштовий літак                                       |
| Junkers Ju 52                            | 1935      | 1945                  |                                                      |
| Junkers Ju 86                            | 1936      | 1945                  | 5 літаків                                            |
| Junkers Ju 90                            | 1938      | 1940                  |                                                      |
| Junkers Ju 160                           | 1935      | 1941                  | 21 літак                                             |
| Junkers Ju 290                           | 1943      | 1945                  | 3 зразки                                             |
| Junkers W 33 Junkers W 34                | 1929 1926 | 1929                  | поштовий літак                                       |
| Rohrbach Ro VIII                         | 1927      | 1936                  |                                                      |
| Rumpler C.I                              | 1926      |                       |                                                      |
| Udet U-11                                | 1929      | 1929                  | 1 екземпляр, утрачений в авіакатастрофі              |